# أسامة عسكر
الفريق أسامة أحمد رشدي عبد الله عسكر، هو قائد عسكري مصري ومستشار رئيس الجمهورية للشئون العسكرية، شغل سابقاً منصب رئيس أركان حرب القوات
المسلحة وشغل قبلها عدة مناصب عسكرية قيادية أبرزها مساعد القائد العام للقوات المسلحة لشئون تنمية سيناء وقائد قوات شرق القناة ورئيس هيئة عمليات القوات المسلحة وقائد الجيش الثالث الميداني. من مواليد 1 يونيو 1957 بمحافظة الدقهلية، تخرج في الدفعة 70 حربية من الكلية الحربية ضابطاً في سلاح المشاه وحصل على جميع الفرق الحتمية بهذا السلاح.

## التأهيل العسكري
- بكالوريوس العلوم العسكرية من الكلية الحربية.
- ماجستير العلوم العسكرية من كلية القادة والأركان.
- وزمالة كلية الحرب العليا بأكاديمية ناصر العسكرية العليا.
- دورة كبار القادة من كلية الحرب العليا.

## حياته المهنية
- تدرج في الوظائف القيادية بسلاح المشاة حتى وصل إلى قائد فرقة مشاة ميكانيكي.
- رئيساً لفرع العمليات بهيئة عمليات القوات المسلحة.
- رئيساً لأركان الجيش الثاني الميداني.
- رئيسا لأركان جيش الثالث الميداني.[6][7]
- قائد الجيش الثالث الميداني.[8][9]
- قائد قوات شرق القناة.[10]
- مساعد القائد العام للقوات المسلحة لشئون تنمية سيناء.[11]
- رئيسا لهيئة عمليات القوات المسلحة.

## أعماله
استطاع الفريق أسامة عسكر النهوض والارتقاء بمستوى مقاتلي الجيش الثالث الميداني وتأهيلهم فنيا ومهاريا خلال السنوات الماضية، وحقق نجاحات غير مسبوقة في إغلاق وسط سيناء أمام العناصر التكفيرية حتى يمنعها من الوصول إلى الجنوب وضرب السياحة، بالإضافة إلى تعاونه مع بدو جنوب ووسط سيناء، في بناء الصوب الزراعية الحديثة والارتقاء بالأوضاع المعيشية لسكان وسط سيناء الذين يعانون أوضاعا معيشية صعبة في ظل نقص الخدمات وقلة الموارد المتاحة.

## مبادراته
أطلق الفريق أسامة عسكر مبادرة منذ أكثر من عامين لجمع السلاح غير المرخص من أهالي بدو جنوب سيناء، ونجح في الحصول على مئات الأسلحة في إطار تلك المبادرة من مشايخ وعواقل سيناء، بالإضافة إلى حرصه الدائم على حماية المجرى الملاحي لقناة السويس وتأمينه بالتعاون مع الجيش الثاني الميداني والقوات البحرية من أي اعتداءات محتملة طوال الفترة الماضية.